# بايرون فرويز
بايرون فرويز هو لاعب هوكي الجليد كندي، ولد في 12 مارس 1991 في وينكلر في كندا.

## وصلات خارجية
- بايرون فرويز على موقع دوري الهوكي الوطني (الإنجليزية)
- بايرون فرويز على موقع EliteProspects.com (الإنجليزية)
- بايرون فرويز على موقع HockeyDB.com (الإنجليزية)
- بايرون فرويز على موقع Hockey-Reference.com (الإنجليزية)